# نبرد ۲۵ آبو
نبرد ۲۵ آبو (۱۰ اوت) ۳۰۹ پ. م در مکانی نامعلوم میان بابل و شوش رخ داد و یک درگیری سرنوشت‌ساز و نهایی جنگ بابل بود، که با پیروزی سلوکوس یکم و تأسیس پادشاهی سلوکی به پایان رسید.

## زمینه
سلوکوس بین سال‌های ۳۱۲ تا ۳۱۱ پ. م بابل را پس گرفته بود. او قبلاً ساتراپ این ساتراپی بود، اما از ترس قدرت روزافزون آنتیگون مجبور به ترک آن شد. دودمان آنتیگونی چندین تلاش برای بازپس‌گیری این ساتراپی انجام دادند، اما با شکست مواجه شدند. آنتیگون با سایر دیادوخوی‌ها (بطلمیوس، کاساندر و لوسیماخوس) صلح کرد و طبق برخی منابع با لشکری ۷۵۰۰۰ نفری به بابل لشکر کشید، سلوکوس سپس تصمیم به جنگ چریکی گرفت، اما آنتیگون با غارت و ویران کردن قلمرو او پاسخ داد و در نهایت سلوکوس را مجبور کرد برای رویارویی با او در زمین باز، با نیروی بسیار کمتری به مقابله با او برود.

## نبرد
هنگامی که دو ارتش به هم رسیدند، درگیری بی‌نتیجه‌ای با هم داشتند، هر دو سپاه در شب برای استراحت به اردوگاه خود رفتند. اما در حالی که ارتش آنتیگون سلاح‌هایشان را بر زمین گذاشته و خوابیدند، سلوکوس به افراد خود دستور داد که شام خورده و با زره کامل و در صفوف خود استراحت کنند. صبح روز بعد، هنگامی که خورشید از پشت فالانژ سلوکی‌ها که قبلاً مستقر شده بود طلوع کرد، آن‌ها پیشروی خود را آغاز کردند و دشمن را غافلگیر کرده و بر دشمن غلبه کردند. در نتیجه آنتیگون از ساتراپی‌های بالا دست کشید و شرق را به سلوکوس واگذار کرد.